# Badamassi Saguirou
Badamassi Saguirou (* 28. November 2000 in Niamey) ist ein nigrischer Leichtathlet, der sich auf den 110-Meter-Hürdenlauf spezialisiert hat.

## Sportliche Laufbahn
Erste internationale Erfahrungen sammelte Badamassi Saguirou im Jahr 2021, als er dank einer Wildcard im 100-Meter-Lauf an den Olympischen Sommerspielen in Tokio teilnahm und dort mit 10,87 s in der Vorausscheidungsrunde ausschied. Im Jahr darauf startete er im 60-Meter-Hürdenlauf bei den Hallenweltmeisterschaften in Belgrad und schied dort mit 7,82 s in der ersten Runde aus. Im Juni belegte er bei den Afrikameisterschaften in Port Louis in 13,93 s den siebten Platz über 110 m Hürden. 2023 gewann er bei den Spielen der Frankophonie in Kinshasa in 13,67 s die Silbermedaille hinter dem Senegalesen Louis François Mendy. Kurz darauf schied er bei den Weltmeisterschaften in Budapest mit 13,70 s in der ersten Runde aus. Im Jahr darauf belegte er bei den Afrikaspielen in Accra in 13,89 s den fünften Platz, ehe er bei den Afrikameisterschaften in Douala in 13,86 s Vierter wurde. 2025 schied er bei den Hallenweltmeisterschaften in Nanjing mit 7,97 s in der Vorrunde über 60 m Hürden aus.

## Persönliche Bestleistungen
- 100 Meter: 10,81 s (+1,8 m/s), 14. Mai 2022 in Vernon
- 110 m Hürden: 13,52 s (+0,8 m/s), 5. Juli 2023 in Montgeron (nigrischer Rekord)
  - 60 m Hürden (Halle): 7,66 s, 7. Februar 2024 in Mondeville (nigrischer Rekord)